# Повприщи
Повприщи (бел. Поўпрышчы) — деревня в Борисовском районе Минской области Беларуси. Входит в состав Пригородного сельсовета.

## География
Деревня находится в северо-восточной части Минской области, к западу от реки Бродни, на расстоянии приблизительно 18 километров (по прямой) к северу от города Борисов, административного центра района. Абсолютная высота — 178 метров над уровнем моря. Площадь населённого пункта — 0,2383 км².

## История
Известна с XVIII века. В 1897 году входила в состав Борисовского уезда Минской губернии, насчитывалось 17 дворов и 121 житель.
По состоянию на 1909 год, в Повприщах имелось 15 дворов и проживало 158 человек. В административном отношении деревня входила в состав Кищино-Слободской волости.
В 1931 году, в ходе проведения коллективизации, был образован колхоз «Новая жизнь».
До 8 февраля 2010 года деревня входила в состав Бродовского сельсовета.

## Население
По данным переписи 2019 года, в деревне проживало 5 человек.
| Год  | Население, человек |
| ---- | ------------------ |
| 1897 | 121                |
| 1909 | ↗ 158              |
| 1917 | ↘ 127              |
| 1926 | ↗ 152              |
| 1960 | ↗ 181              |
| 2008 | ↘ 12               |
| 2009 | ↗ 15               |
| 2019 | ↘ 5                |